# Micaela Abreu
Micaela Abreu é uma cantora portuguesa, natural da Ilha da Madeira, vencedora do concurso Got Talent Portugal em 2016.
Em março de 2018 apresentou a canção original "Direito à Vida", com composição de Ricardo Rodrigues, letra de Rogério Afonso e Filipe Ramos, gravada e masterizada por Paulo Ferraz Studios. O tema versa sobre os direitos humanos das crianças que pagam pelos erros dos governantes mundiais.